# 서대구중학교
서대구중학교(西大邱中學校)는 대한민국 대구광역시 서구 평리동에 있는 공립 중학교이다.

## 학교 연혁
- 2017년 6월 30일 : 대구광역시립학교 설치 조례 안건 의결
- 2018년 3월 1일 : 서대구중학교로 통합(대구서부중학교와 서진중학교를 통합)
- 2018년 3월 1일 : 초대 우병영 교장 취임[1]
- 2018년 3월 2일 : 제1회 입학식 [5학급 98명(남학생 52명, 여학생 46명)]
- 2018년 11월 22일 : 서대구중학교 통합 기념식 및 채움관 (식생활관, 사격장, 시청각실) 준공식
- 2020년 3월 1일 : 제2대 고호진 교장 취임
- 2022년 2월 9일 : 제4회 졸업식[5학급 102명(남학생 50명, 여학생 52명), 졸업생 누계 513명]
- 2022년 3월 2일 : 제5회 입학식[4학급 77명(남학생 34명, 여학생 43명)]

## 참고 자료
- 서대구중학교 - 한국교육학술정보원 학교알리미
- 서대구중 학생입니다. 너무 좋아요